# Overmono
Overmono — валлійський гурт електронної музики з Овермонноу, Монмут, заснований у 2015 році.
Гурт створили брати Том Рассел та Ед Рассел.

## Історія
До створення гурту Overmono, Том Рассел і Ед Расселл працювали над власними сольними проектами.
Том Рассел створював жорстке техно під псевдонімом «Truss». 
Ед Рассел, під псевдонімом «Tessela», створював драм-енд-бейс і джангл-рейв треки, зокрема «Hackney Parrot» 2013 року. Ед Расселл розповідає: «Я не збирався випускати Hackney Parrot, тому що не думав, що він спрацює, але Том заохотив мене».
Короткий час у 2012 році брати виступали разом під назвою «TR/ER».
Гурт Overmono було створено у 2015 році. Їхній перший мініальбом Arla був випущений на лейблі XL Recordings у 2016 році. Не зважаючи на співпрацю з лейблом XL Recordings, гурт також випускав музику на власному лейблі Poly Kicks, заснованому Едом Расселом у 2013 році. Лейбл також випустив музику виконавців Joy Orbison і Special Request, а також ремікс гурту Overmono на пісню For Those I Love, «I Have A Love», який вийшов у 2020 році.
У 2021 році було оголошено переможців премії Best of British від журналу DJ Mag. Гурт Overmono отримав нагороду «Кращий концертний виконавець Великобританії».
Гурт Overmono часто співпрацював з Джой Орбісон (Joy Orbison) як тріо Joy Overmono. Тріо Joy Overmono випустило сингл «Bromley» / «Still Moving» на лейблі XL Recordings у 2019 році. У 2022 році тріо «Joy Overmono» випустило сингл "Blind Date" на лейблі XL Recordings. У синглі було використано вокальний семпл виконавця ABRA.
У квітні 2023 року гурт Overmono виступив на 22-му фестивалі музики та мистецтв Coachella.
12 травня 2023 року, гурт випустив дебютний студійний альбом Good Lies на лейблі XL Recordings. Альбом посів 11 місце в чарті альбомів Великобританії та отримав середній рейтинг 83/100 від дев'яти рецензентів на сайті Metacritic, що означає «загальне визнання».

## Дискографія

### Студійні альбоми
- Good Lies (XL Recordings, 12 May 2023)

### Мініальбоми
- Arla I (XL Recordings, 29 July 2016)
- Arla II (XL Recordings, 10 March 2017)
- Arla III (XL Recordings, 24 November 2017)
- Raft Living (Poly Kicks, 5 October 2018)
- Whities 019 (AD 93, 7 December 2018)
- Everything U Need (XL Recordings, 6 November 2020)
- Cash Romantic (XL Recordings, 8 April 2022)

### Сингли
- "POLY011" (Poly Kicks, 1 November 2019)
- "Bromley" / "Still Moving" (XL Recordings, 22 November 2019)
- "Pieces of 8" / "Echo Rush" (XL Recordings, 8 April 2021)
- "If U Ever" (fabric Records, 12 May 2021)
- "BMW Track" / "So U Kno" (Poly Kicks, 16 June 2021)
- "Diamond Cut" / "Bby" (XL Recordings, 19 November 2021)
- "Blind Date" (XL Recordings, 23 September 2022)
- "Walk Thru Water" (XL Recordings, 17 November 2022)
- "Is U" (XL Recordings, 18 January 2023)
- "Calling Out" (XL Recordings, 22 February 2023)
- "Good Lies" (XL Recordings, 31 March 2023)
- "Blow Out" (XL Recordings, 7 September 2023)
- "stayinit" (with Fred again.. & Lil Yachty) (Atlantic Records UK, 28 February 2024)

### Мікси
- fabric presents Overmono (Mixed) (Fabric Records, 16 July 2021)

### Ремікси
- Nathan Fake, Prurient — "DEGREELESSNESS (Overmono Remix)" — Ninja Tune 2017
- Four Tet — "Teenage Birdsong (Overmono Remix)" — Text Records 2019
- Thom Yorke — Not The News (Overmono Remix 1) — Poly Kicks 2020
- Thom Yorke — Not The News (Overmono Remix 2) — Poly Kicks 2020
- For Those I Love — "I Have a Love (Overmono Remix)" — September Recordings 2020
- Ed Sheeran  — "Eyes Closed — Overmono Remix" — Asylum Records 2023